# Anton Rintelen
Anton Rintelen (Graz, 15 november 1876 – Graz, 28 januari 1946), was een Oostenrijks politicus, lid van de Christelijk-Sociale Partij. Hij studeerde rechten. Hoogleraar aan de Duitstalige Universiteit van Praag (1903-1911) en van 1911 tot 1918 hoogleraar civielrecht aan de Universiteit van Graz.
Vanaf 1918 was hij vicegouverneur van Stiermarken voor de Christelijk-Sociale Partij en van 1919-1926 en 1928-1933 gouverneur van Stiermarken.
Tussen 1920 en 1933 was hij onder andere lid van de Bondsraad en de Nationale Raad. In 1933 werd hij Oostenrijks gezant in Rome. Hij nam contact op met de Oostenrijkse nationaalsocialisten (nazi's) en werd samenzweerder in een nazicomplot tegen de regering van Engelbert Dollfuss. Op 25 juli 1934 pleegden de nazi's een mislukte staatsgreep waarbij kanselier Dollfuss om het leven kwam. Tijdens de couppoging werd Rintelen door de nazi's aangesteld als 'bondskanselier' van een voorlopige regering. Na de mislukte coup werd hij opgepakt en in 1935 veroordeeld wegens hoogverraad tot levenslange gevangenisstraf.
Rintelen kwam in 1938 vrij en speelde sindsdien geen rol meer in de Oostenrijkse politiek.